# Pont-à-Marcq
Pont-à-Marcq är en kommun i departementet Nord i regionen Hauts-de-France i norra Frankrike. Kommunen ligger i kantonen Pont-à-Marcq som tillhör arrondissementet Lille. År 2022 hade Pont-à-Marcq 3 054 invånare.

## Befolkningsutveckling
Antalet invånare i kommunen Pont-à-Marcq
| Referens: INSEE |